# Санта Луча (Нуоро)
Санта Луча је насеље у Италији у округу Нуоро, региону Сардинија.
Према процени из 2011. у насељу је живело 154 становника. Насеље се налази на надморској висини од 7 м.